# Zora la vampira (fumetto)
Zora la vampira è un personaggio immaginario dei fumetti italiani ideato da Renzo Barbieri e protagonista di una omonima testata di genere erotico/horror pubblicata dalla Edifumetto in diverse serie dal 1972 al 1985. Nel 2000 ne è stata tratta una trasposizione cinematografica.

## Biografia del personaggio
Zora è figlia del professor Pabst, uno studioso che durante una spedizione in Transilvania, ritrova il cadavere del Conte Dracula e lo trasporta fino a Londra, dove viene resuscitato involontariamente dalla ragazza stessa che, dopo essere stata morsa dal conte, diventa una vampira. Grazie a un filtro la ragazza, diversamente dagli altri vampiri, riesce a sopravvivere alla luce del sole e a dare quindi la caccia al malvagio Conte.

## Genesi del personaggio
L'aspetto fisico di Zora è stato in parte ispirato da Catherine Deneuve, come è ben visibile sulla copertina del primo numero.
Il personaggio nasce sulla scia di un omologo personaggio, Jacula, edito dalla ErreGI dal 1969 e sempre ideato da Barbieri.

## Storia editoriale
Pubblicato nel caratteristico formato tascabile dalla Edifumetto di Renzo Barbieri per 288 numeri divisi in cinque serie dal 1972 al 1985.
- prima serie: settembre 1972 - dicembre 1972, 6 volumi;
- seconda serie: gennaio 1973 - dicembre 1973, 23 volumi;
- terza serie: gennaio 1974 - dicembre 1974, 24 volumi;
- quarta serie: gennaio 1975 luglio 1981, 167 volumi;
- quinta serie: luglio 1981 - settembre 1985, 68 volumi.

Le storie vennero scritte da Renzo Barbieri e Giuseppe Pederiali (Rubino Ventura) e disegnate quasi per tutti gli episodi da Birago Balzano affiancato da Giuseppe Montanari, Giovanni Romanini e Saverio Micheloni. In Francia, edito da Elvifrance, l'edizione ha avuto un maggiore successo, continuando nella pubblicazione anche dopo l'interruzione nel 1985 della serie italiana originale.
Successivamente sono state realizzate altre serie ispirate al personaggio come Zora Nuova serie, la ristampa Super Zora e supplementi ad altre testate, albi e raccolte. Le storie sono state riproposte nelle raccolte tematiche edite negli anni 2000, Vietato ai minori, edito da Rizzoli, e Maledette vi amerò, edito da Neri Pozza.

## Trasposizioni in altri media
Cinema
- Zora la vampira: film del 2000 diretto da Manetti Bros.[3]

## Ristampe
- Editoriale Cosmo, I Classici dell'Erotismo Italiano 1 (Zora La Vampira, 07/2020), 6 (Zora La Vampira 2, 03/2021).